# Gabriel dos Santos Filho
Gabriel dos Santos Filho (Salvador, 8 de novembro de 1966) é um padre brasileiro da Igreja Católica, desde 2023 é o vigário-geral e desde 2025 eleito como bispo auxiliar da Arquidiocese de São Salvador da Bahia. 

## Biografia
Sua formação inicial ocorreu no Seminário Central da Bahia, com os cursos de Filosofia e Teologia realizados na Universidade Católica do Salvador.
No dia 18 de março de 1995 recebeu a ordenação presbiteral, sendo incardinado na Arquidiocese de São Salvador da Bahia.
Após sua ordenação, foi vigário paroquial de Nossa Senhora do Perpétuo Socorro em Salvador (1995-1996); pároco do Santíssimo Sacramento em Itaparica (1996-1999); Coordenador Arquidiocesano da Pastoral Afro-Brasileira (1999-2001); pároco de São Paulo Apóstolo em Salvador (1999-2006); membro do Conselho da Associação dos Sacerdotes do Prado no Brasil (2004-2011); capelão de Nossa Senhora do Rosário dos Pretos em Salvador (2006-2009); pároco do Divino Espírito Santo em Salvador (2007-2008); reitor do Seminário Arquidiocesano de São João Maria Vianney (2008-2011).
Em 2010, concluiu o mestrado em Ciências Sociais, com ênfase em Antropologia, na Universidade Federal da Bahia. Também realizou, entre 2006 e 2007, o "Ano Internacional do Prado" período de aprofundamento espiritual promovido pela Associação dos Padres do Prado, em Lyon, na França. Entre 2012 e 2015,  foi responsável pela Área Missionária de São João Batista na Arquidiocese de Porto Velho e entre 2013 e 2016, foi diretor de Estudos do Seminário Maior João XXIII da Arquidiocese de Porto Velho, além de entre 2015 e 2019, ser coordenador da Associação dos Padres do Prado no Brasil.
Até sua nomeação episcopal, foi responsável pela formação da Associação dos Padres do Prado no Brasil e pároco de Nossa Senhora da Conceição em Salvador; desde 2023 foi vigário-geral e moderador da cúria da Arquidiocese Primaz de São Salvador da Bahia.
Em 4 de julho de 2025, o Papa Leão XIV o nomeou como bispo auxiliar da Arquidiocese de São Salvador da Bahia, atribuindo-lhe a sé titular de Altiburus.
A sua ordenação episcopal será realizada em 13 de setembro de 2025 na Catedral-Basílica Primacial de São Salvador, presidida pelo cardeal primaz do Brasil, assistido por Marco Eugênio Galrão Leite de Almeida, auxiliar de Salvador, e por Josafá Menezes da Silva, arcebispo de Aracaju.